# Jorge Huamán
Jorge Raúl Huamán Salinas (Callao, 11 aprile 1977) è un ex calciatore peruviano,ex difensore dello Sport Boys.

## Carriera

### Club
Ad eccezione della stagione 1998-1999 ha sempre giocato nel campionato peruviano.

### Nazionale
In Nazionale ha raccolto 12 presenze il 7 anni di militanza.